# Leonato
Leonato (em grego:  Λεοννάτος; 356 a.C. — 322 a.C.), filho de Anthes, foi um dos generais de Alexandre, o Grande. Ele morreu na Guerra Lamiaca.
Após a morte de Alexandre, houve uma disputa entre a cavalaria e a infantaria; os líderes da cavalaria eram Pérdicas, Leonato, filho de Antes, Ptolemeu, filho de Lago, Lisímaco, filho de Agátocles, Arístono, filho de Piseu, Pitão, filho de Crateuas, Seleuco, filho de Antíoco e Eumenes de Cardia, e o líder da infantaria era Meleagro. Um compromisso foi assumido entre a infantaria, que já havia escolhido um rei, e a cavalaria, de forma que Antípatro seria o comandante das forças na Europa, Crátero cuidaria do reino de Filipe Arrideu e Pérdicas seria o quiliarca das forças que antes estavam sob o comando de Hefestião, sendo o regente do império, com Meleagro como seu tenente.
Quando os oficiais de Alexandre chegaram a um acordo e dividiram o império em satrapias, Eumenes de Cardia recebeu a Capadócia, Paflagônia e a costa do Mar Euxino até Trapezo, um território que não era controlado pelos macedônios, mas por Ariarates I; caberia a Leonato e Antígono Monoftalmo conquistá-los para Eumenes.
Durante o sítio a Lâmia, Antípatro, comandante macedônio, ordenou um ataque contra os atenienses que estavam escavando em volta das muralhas;  Leóstenes foi participar da batalha, foi atingido na cabeça por uma pedra, e morreu três dias depois. Leonato veio da Ásia com uma força de macedônios, mas foi derrotado e morto na Tessália. Logo em seguida chegou Crátero com outras tropas da Ásia, e derrotou os gregos; após a derrota, várias cidades gregas desertaram a aliança.

## Na Cultura Popular
- No filme Alexandre, de 2004, Leonato é interpretado pelo ator irlandês Garrett Lombard.[8]